# Alkathoos (Sohn des Porthaon)
Alkathoos (altgriechisch Ἀλκάθοος Alkáthoos) ist in der griechischen Mythologie der Sohn des Porthaon und der Euryte, der Tochter des Hippodamas. Er war der Bruder von Oineus, Agrios, Melas und Leukopeus sowie der Sterope.
Alkathoos wurde von Tydeus, dem Sohn des Oineus und somit seinem Neffen, getötet. Einer anderen Tradition folgend, wurde er als einer der Freier der Hippodameia von Oinomaos getötet, nachdem er dem Oinomaos im Wagenrennen um die Hand der Tochter unterlegen war. Er wurde daher auch in der Antike mit Taraxippos, einer dämonischen Gestalt, die die Pferde und Wagenlenker in Olympia erschreckte und zum Sturz brachte, identifiziert.